# 음의 지식
서양 음악의 이해에 필요한 기본적인 음의 지식에 대한 설명이다.

## 음향학
음향학은 음의 진동이나 음파에 관한 현상을 모든 방향에서 연구하는 학문으로서, '기초음향학'과 '응용음향학'의 두 가지로 크게 나뉜다. '기초음향학'에는 음향물리학(좁은 뜻의 음향학), 음향생리학, 음향심리학의 3부문을 들 수 있으며, '응용음향학'에는 전기음향학, 건축음향학, 음악음향학, 음성학 등이 있다. 흔히 '음향학'이라고 간단하게 불리는 음향물리학은 음향을 외계의 객관적 현상으로 연구하는 것으로서, 주로 발음체(發音體)의 진동, 음파(초음파도 포함), 음파로 인한 물체의 진동, 공명(共鳴) 등을 다룬다. 음향생리학에서는 귀의 구조나 기능과 같은 음향과 관련되는 분야를 다룬다. 음향심리학은 음이 들리는 방법이라든가 느끼는 방법과 같은, 음향과 심리가 관련되는 분야를 다룬다.
명확하게 알려져 있는 가장 오랜 학설로는 "만물의 근원은 수다."라고 주장한 그리스의 피타고라스의 음계(音階)의 이론을 들 수 있다. 그는 일현금을 써서 실험하여, 일정한 비율로 현을 분할하는 방법으로 음계를 형성하는 것을 보였다. 동양에서는 중국의 동주시대(東周時代)의 삼분손익법(三分損益法)이 중국에서 가장 오래된 책 관자(管子)에 언급되어 있다. 그러나 음향에 대한 여러 가지 기술은 이러한 학설보다도 훨씬 옛날부터 있었다. 중세에는 음진동, 음파, 음의 전파 등에 관한 지식도 상당히 진보되었으나 본격적인 연구는 17-18세기경부터이며, 서양에서는 음률의 이론과 악기의 제작연구가 한창이었다. 19세기에 들어서면서 물리학의 연구는 급속히 진전하여, 19세기 후반에 존 윌리엄 스트럿 레일리는 음향학 전반에 걸친 연구를 하여 <음향이론>(Theory of sound, 1877)을 저술하였다. 또 헬름홀츠(H. L. F. von Helmholtz)는 음향물리 방면뿐 아니라 음향생리·음향심리분야도 연구하였는데 <음향학의 수학적 원리강의>(Vorlesungen ber die Mathematischen Principien der Akustik, 1898)의 저서는 유명하다. 이러한 책들은 음향학의 계통을 이룩하였으며, 현대 이론의 기초를 확립하였다. 20세기부터는 전기학의 발전에 따라 전기적인 기자재가 개발되어, 응용음향학 방면에서 치밀한 측정에 의한 연구가 진행되고 있다.
음악 음향학은 음악에 관한 일체의 음향 현상을 연구대상으로 하며, 음향과 예술 사이의 문제에 과학적인 뒷받침을 하는 학문이다. 악기, 음성, 청각, 음악음향 등이 주요 과제이나, 단순히 음향물리학의 입장에서가 아니라 음향생리학, 음향심리학의 방향에서도 추구하여야 할 문제가 많다. 최근에 와서는 음향 자체의 연구뿐만 아니라 음향을 통해 인간을 연구하는 방향이 두드러졌다.

## 진동
종을 울리려고 할 때 종의 한 부분을 치면 종은 전체가 진동해서 울린다. 이와 같이 물체의 일부에 외력(外力)을 가하여 모양과 체적에 변위(變位)를 일으키고 급히 외력을 제거하면 진동이 발생한다.

### 감쇠진동
종은 진동을 계속하지만, 진동 에너지는 종을 고정시킨 곳으로부터 받침대로 사라지든가 공기와의 마찰로 공기중으로 사라진다. 또 종 자체의 '내부마찰'은 열로 변하기 때문에 차츰 감쇠하여 진동은 멈추고 만다. 이와 같은 진동을 감쇠진동(減衰振動)이라고 한다.

### 고유진동
종의 진동은 그 모양과 탄성이나 밀도, 고정 방법에 따라 정해진다. 이와 같이 물체의 고유한 성질이라든가 조건으로 결정되는 진동을 고유진동(固有振動)이라고 한다. 그리고 그 진동수를 고유진동수라 하며, 전문용어로는 {\displaystyle f_{0}}라 한다.

### 자유진동
고유진동수로 자유롭게 진동하는 경우를 자유진동(自由振動)이라 한다.

### 강제진동
고유진동수 이외의 진동수로 진동되는 경우를 강제진동(强制振動)이라 한다. 강제진동에서는 자유진동보다 진동의 능률이 좋지 않으므로 외력과의 결합을 긴밀히 하고, 진동하기 쉬운 상태로 만들 필요가 있다. 특히 넓은 진동수의 범위로 강제진동되는 것은 고유진동수에만 예리한 공진을 일으키지 않도록 하며, 넓은 범위에 걸쳐서 평등하게, 또한 능률적으로 진동되도록 한다. 고막·현악기의 동(胴)·피아노의 울림판 등은 강제진동의 한 예이다.

### 현의 진동
현이 진동할 때 현의 양 끝은 고정점이고 중앙부는 최대의 진동을 나타낸다. 고정점은 '진동의 마디(節)'라 하며, 마디와 마디 사이의 중앙을 '진동의 배(腹)'라고 한다. 진동의 중심점으로부터 마루나 골 까지의 거리는 '진폭'으로서, 진폭이 클수록 음은 강하다.

### 횡진동과 종진동
현의 진동은 현의 양끝을 고정하고 길이의 방향에 대해서 가로의 방향으로 진동시킨다. 이와 같이 진동하는 방향이 길이의 방향에 대해서 수직인 것을 횡진동이라 한다. 막대기의 한 끝을 고정하고 길이의 방향으로 마찰하면 막대기의 각 점은 길이의 방향, 즉 세로의 방향으로 변위(變位)하므로 신축이 일어나서 막대기는 세로로 진동한다. 이와 같이 길이의 방향과 같은 방향으로 진동하는 것을 종진동이라 한다. 관악기(나팔, 피리 등), 파이프 오르간 등의 관 속의 공기의 진동은 종진동이다.

### 막대기의 진동
막대기의 진동에는 종진동과 횡진동이 있다. 종진동은 양끝을 고정했을 때 양끝이 마디가 되는 진동이다. 양끝을 자유롭게 했을 때에는 양끝이 배(腹)가 되는 진동이 정재(定在)하고, 배(倍)진동은 정수배의 것이 생긴다. 막대기의 한 끝을 고정하고 다른 끝을 자유롭게 했을 때는 양끝을 고정한 경우의 절반의 진동에 상당하며, 고정된 끝은 마디, 고정되지 않은 끝은 배(腹)가 되는 진동을 한다. 그리하여 배음은 기수차(奇數次)의 부분음(部分音)만이 생긴다. 또 기본진동수는 양끝을 고정했을 때(또는 고정하지 않았을 때)의 절반의 진동, 즉 옥타브 이하의 높이가 된다. 횡진동은 막대기를 옆방향에서 두들겼을 때 발생하는데 매우 복잡한 진동을 한다. 그림은 한 끝이 고정된 경우와 양끝이 자유로운 경우를 보이고 있다. 배음이 정수배가 안 되는 것이 특징이다. 글로켄슈필 등은 양끝이 자유로운 막대기의 횡진동이지만 자유롭게 진동시키면 음의 높이가 명확하지 않은 음향이 되고 만다. 그러므로 기본진동 이외의 상음이 발생하지 않도록 하고 있다. 양끝이 자유로운 경우의 기본진동의 마디는 끝에서 전 길이의 {\displaystyle {\frac {224}{1000}}}의 곳에 생기므로 이 위치에 나뭇조각을 단다. 이렇게 하면 제1, 제2배음 등의 진동은 배(腹)가 되는 부분이 눌리게 되어 나오기 어려워진다.

### 관 속 기주의 진동
피리나 나팔의 기주의 진동은 종진동을 한다. 관의 길이가 굵기와 비슷해지면 종진동은 일어나기 어려워진다. 양쪽 끝이 열려 있을 때를 '개관(開管)', 한쪽이 닫혀 있을 때를 '폐관(閉管)'이라 한다. 열려 있는 곳이 진동의 배가 되고, 개관 때에는 정수배의 배음이 발생하며 폐관 때에는 기본진동수가 개관 때의 반이 되어 부분음은 기수차(奇數次)의 것 외에는 생기지 않는다.

### 관구보정
관의 길이가 기주의 길이가 되겠으나, 진동하는 기주는 관이 열린 끝에서 외부와 연결되어 있으므로 실제로는 관의 끝보다 나간 곳이 배(腹)가 된다. 배의 위치는 관의 반지름의 0.6배의 길이만큼 외부로 나간 곳이 된다. 따라서 폐관일 때는 길이＋반경의 {\displaystyle {\frac {6}{10}}}이 실제의 진동기주의 길이가 된다. 개관인 경우는 양끝에 관구보정이 필요하다.

### 막과 판의 진동
막이나 판에서는 진동이 길이와 폭의 두 방향으로 일어난다. 북과 같이 두께가 일정한 막을 둘레에서 한결같이 잡아당겨서 한 부분을 두드리면 진동한다. 그림과 같이 배진동이 생기는데 두드리는 곳에 따라 음향 스펙트럼은 달라진다. 두드리는 곳이 가장자리일수록 고차의 배진동이 생기기 쉽다. 종(鍾)의 진동은 원판의 중앙부가 오목하게 들어간 것으로 생각할 수 있다. 이와 같은 진동에서 상음은 정수배음이 되지 않는다.

## 파동
물체에는 모양이나 체적의 변화에 대해서 반항하여 원상으로 되돌아가려고 하는 힘이 있다. 이것을 탄성이라 한다. 외력과 물체가 갖는 탄성으로 물체의 일부에서 생긴 진동은 곧 이웃 부분의 진동을 일으키고, 나아가 이웃에서 이웃으로 진동을 일으킨다. 그리고 마지막에는 물체 전체가 진동을 하게 된다. 이와 같이 한 부분의 진동이 다른 부분으로 퍼져나가는 것을 파동이라 한다.

### 음과 음파
물체가 진동하면 그 주변의 물체를 과압(過壓) 또는 감압(減壓)한다. 음이란 이 과압이나 감압의 운동상태를 말한다. 이 변화를 전하는 물질을 매질이라 하며, 매질 속에서 생기는 음의 파동이 음파이다. 보통은 공기가 매질이다. 공기는 진동으로 인한 압력의 변화로서 밀도에 소(疎, 희박한 부분)와 밀(密, 농후한 부분)이 번갈아 발생하며, 공기가 가지는 탄성으로 이 밀도의 변화의 파(疏密波)가 주위로 퍼진다.

### 종파와 횡파
음이 전파하는 것은 물체와 접촉하고 있는 공기가 이동하는 것이 아니라 기압의 변화가 이웃에서 이웃으로 차례로 전해져 가는 것이 공기의 분자는 같은 장소에서 좌우로 진동할 뿐이며, 그 진동의 방향은 음이 진행하는 방향과 같다. 진동방향과 진행방향이 같은 파동을 종파라 한다. 음은 고체 속으로도 전해져 가지만, 이 경우는 종파뿐 아니라 횡파도 생긴다. 횡파는 진행방향과 매질의 진동방향이 직각인 경우를 말한다.

### 정상파
종의 친 부분으로부터 퍼져나가는 파동에는 여러 가지 진동이 포함되어 있으나, 그 진동이 원점에 되돌아왔을 때 처음에 진동한 부분의 진동을 강화시키는 성분만이 남고, 그 밖에는 소멸한다. 종은 이와 같이 거기에 정재할 수 있는 파동 성분만으로 울린다. 이와 같은 진동과 파동은 순식간에 발생하고 만다. 현의 진동에서 현을 퉁기면 그 진동은 현의 양쪽끝 고정점에 전해지고 반사되어 존속할 수 있는 파동만이 겹쳐져서 진동한다. 이와 같은 파동을 정상파(定常波) 또는 정재파라 한다.

### 파형
바탕음에 상음이 겹쳐져서 합성되어 있는 진동상태는 진동의 배와 마디가 겹쳐져서 진동하는 것이 된다. 이 복잡한 진동을 시간적으로 나타내면 편리하다. 파형은 진동의 시간적인 진폭의 변화를 나타낸 것으로, 그림은 종축(縱軸)에 진폭을, 횡축(橫軸)에 시간을 표시한다.

### 음향 스펙트럼
어떤 음향이 있을 때 그 진동상태를 표시할 수 있으면 편리하다. 우선 진동을 파형으로서 기록할 수 있다. 그러나 파형으로는 진동수나 상음의 상태가 명확하지 않다. 그래서 진동이 포함되어 있는 바탕음과 상음 전부를 각개의 진동으로 분해 분석하여 그 진동수와 진폭을 그림으로 나타내면 음의 성질을 알 수 있다. 이와 같은 그림을 '음향 스펙트럼'이라 한다. 그림은 종축에 진폭을, 횡축에 진동수를 표시한다. 따라서 스펙트럼은 그림 위에 종선(縱線)으로 표시되며, 그 선의 길이는 진폭을 나타낸다. 선이 길면 그 배음이 많이 포함되어 있음을 나타낸다. 배음이 없는 바탕음만의 진동에선 스펙트럼은 단 한줄의 종선으로 표시된다. '백색잡음(白色雜音)'은 모든 주파수의 성분이 평등하게 포함되어 있는 진동이므로 그 스펙트럼은 연속적인 횡선으로 표시하는 수밖에 없다. 보통 전자를 선(線)스펙트럼, 후자를 연속 스펙트럼이라 한다. 극히 짧은 음이나 복잡한 파형의 진동은 연속 스펙트럼인 것이 많다.

### 소나그램
음향 스펙트럼은 진동하는 순간의 진동구성을 나타낼 뿐이다. 그러나 실제로 진동은 시시각각으로 변화하는 것이 보통이고 그 변화하는 상태에 중요한 뜻이 있는 경우가 많다. 그러므로 주파수와 진폭 및 그 시간적 변화가 동시에 표시되도록 한 것이 소나그램이다. 이것은 측정기가 자동적으로 기록하는 것으로서 '방전파괴지'에 흑백의 연속적 농담(濃淡)으로 표시된다. 이 장치는 처음에 귀가 안 들리는 사람이 눈으로 음을 가릴 수 있도록 하기 위해 제작되었으나, 지금은 주로 언어 연구에 쓰이고 있다.

## 공명
진동을 지속시키기 위해서는 외부로부터 주기적으로 힘을 주지 않으면 안 된다. 외부의 힘의 진동수가 그 물체의 고유진동수와 같을 때에 가장 능률적으로 진동한다. 고유진동수가 같은 물체가 있을 때, 2개의 물체가 떨어져 있어도 한쪽을 진동시키면 다른 쪽도 진동을 한다. 이 현상을 공명 또는 '공진(共振)' '동조공진(同調共振)'이라 한다. 글로켄슈필의 발음체인 목편(木片) 자체의 진동에는 여러 가지 진동이 포함되어 있어, 음의 높이가 그다지 명확하지 않다. 그러나 울리고 싶은 진동수를 고유진동수로 하는 파이프를 목편 밑에 매달아 두고 있으므로, 그 진동만이 파이프에 공명하여 음의 높이가 분명한, 그리고 튀는 듯한 여운이 있는 울림을 낸다. 바이브러폰은 이 공명관의 공명방식에 변화를 주어 여운에 비브라토가 붙도록 하였다.

## 음의 종류
음은 물리적 성질에 따라 순음과 복합음의 두 가지로 크게 나뉜다.

### 순음
순음은 정현파(正絃波)로서 가장 단순한 것이다. 현이나 관이 진동할 때 상음을 제거한 바탕음만의 진동이 순음에 상당한다. 또 하나하나의 부분음만을 빼내어도 진동수가 다를 뿐 그것도 순음이다. 모든 음은 순음의 합성으로 되어 있다. 이와 같이 순음은 여러 음향의 구성소재이며, 객관적으로는 셈여림과 높이의 요소밖에 없지만 주관적으론 진동수에 따라 후우(50c/s), 우웅(100c/s), 부우(200c/s), 푸우(500c/s), 피이(1,000c/s), 치이(5,000c/s), 씨이(10,000c/s), 씽씽(15,000c/s) 등의 느낌으로 들린다. 순음에서는 같은 진동수라도 셈여림을 바꾸면 높이가 변화해서 들리는 등 복합음과는 들리는 법이 다르다.

### 복합음
복합음은 둘 이상의 순음이 합성된 음으로서 우리가 흔히 듣는 음은 대부분이 복합음이다. 복합음은 음 구성의 상태에 따라 고른음과 잡음으로 구분된다.

#### 고른음
고른음은 규칙적인 진동이 지속되는 음을 말하며, 부분음의 진동은 정수비에 가깝다. 높이가 명확하게 판별되며, 음빛깔을 가지고 있다. 현의 진동(현악기)이나 관 속의 기주의 진동(관악기) 등은 고른음이다.

#### 잡음
잡음은 극단으로 짧은 진동이나 불규칙하게 진동하는 음으로서, 고른음같이 부분음의 명확한 스펙트럼(선 스펙트럼)으로 분석 안 되는 것(연속 스펙트럼)이 많다. 유리가 깨지는 소리나 자갈 위를 달리는 찻소리, 꽹과리·심벌즈 등 타악기류에 많이 있는 음으로서, 음빛깔에는 강한 개성이 있으나 명확한 높이가 없다. 음악에는 고른음만이 아니라 많은 잡음도 쓰인다. 잡음은 또한 다른 정의로 쓰이는 일이 있다. 그것은 증폭기의 험(hum)과 같이 목적음을 방해하는 음향을 말한다. 이 구분을 명확히 하기 위하여 전자를 조음, 후자를 잡음으로 구분하는 경우도 있다. 그러나 조음은 시끄런음과 비슷하다.

#### 시끄런음
시끄런음은 물리적 특성과 관계없이 심리적으로 불쾌감을 주는 음을 말하며, 잡음과는 좀 달리 정의된다. 도시 소음이 대표적인 것이지만, 경우에 따라서는 아름다운 음악도 소음이 될 수 있다.

## 음의 요소
물리적으로는 음압, 주파수, 파형의 세 가지를 들 수 있다. 음압은 음의 크기, 주파수는 높이, 파형은 음빛깔로서 감각적 3요소에 대응하고 있지만, 이와 같이 간단히 독립적으로 대응하지 않는 경우도 있다. 음의 셈여림이 변하면 감각적으로는 높이가 변화해서 들린다든가, 주파수가 변하면 음의 셈여림까지 변한 것같이 느끼며, 음빛깔이 변화하면 높이까지 변화한 듯이 느끼는 경우도 있다.

### 음압과 음의 크기
사람의 귀는 주파수에 따라 감도가 다르다. 4천 사이클 정도가 가장 감도가 좋으며 이것을 중심으로 높은 쪽도 낮은 쪽도 차차로 감도가 나빠진다. 특히 낮은 쪽의 감도가 나쁘다. 그래서 물리량과 감각량을 실험적으로 대응시킨 등감곡선(等感曲線)이 요구된다.

#### 폰
폰(phone)은 음의 크기를 나타내는 단위이다. 폰은 어떤 음의 크기와, 이것과 같은 크기로 느끼는 1천c/s의 순음(純音)의 강도(强度, 단위 데시벨 decibel)를 말한다. 0폰은 겨우 들리는 음의 세기이고, 130폰 이상이 되면 동통감(疼痛感)이 생긴다. 120폰의 음압은 0폰일 때의 10만 배의 강도가 된다. 낮은음부는 감도가 나쁘기 때문에 1천c/s의 0폰과 50c/s의 0폰과는 음압이 1천배나 다르다. 강한 음압이 되면 감도는 차차로 평탄해진다.

#### 데시벨
음압의 값을 그대로 강도의 단위로 쓰면 6자리에 이르는 수를 쓰게 되어 불편하다. 그래서 실용척도로서 음압 레벨로 데시벨(decibel, dB)을 쓴다. 음압이 2배가 될 때 6데시벨, 음압이 10배가 될 때 20데시벨 증가했다고 한다. 이렇게 하면 음압을 3자릿수로 다루게 된다. 같은 강도의 음이 둘이 합성되면 3데시벨 올라간다. 두 음의 차가 10데시벨 이상이면 두 음을 합쳐도 강도는 거의 변화하지 않는다.

### 주파수와 음높이
파동의 소(疎)와 밀(密)이 1왕복하는 운동을 1주기(週期, 사이클 c/s)라 하며, 1초 동안에 생기는 주기의 수를 주파수라 한다. 물체의 진동수와 음파의 주파수와는 같다. 음의 높이를 음높이(pitch)라고 하는데, 주파수가 많아지면 음높이는 높아진다. 순음에서는 같은 주파수라도 강도가 다르면 높이가 다르게 느껴진다. 그러나 고른음에서는 강도에는 관계없이 그 음향의 기본주파수로써 정해진다. 정수배음으로 구성되어 있는 음향은 바탕음을 제거해도 그 바탕음의 높이로 느끼는 경우가 있다.

#### 가청음과 초음파
대체로 주파수가 16에서 20,000c/s 이내의 귀로 들을 수 있는 음을 가청음(audio sound)이라 하고, 주파수가 2,000c/s 이상의 음을 초음파(supersonic waves)라 한다. 주파수가 가청음역이라도 어느 정도 이상의 강도(0폰 이상)가 없으면 귀에 음감각이 일어나지 않는다. 또한 강도가 지나치면 다른 생리적인 감각을 수반하며, 130폰 이상이 되면 고막이 터진다. 초음파는 연주회장 등의 음향설계 때 축척모형 안에서의 음향시험에 쓰인다.

### 파형과 소리맵시
파형은 진폭의 시간적 변화를 표시하는 것이지만, 음빛깔에 관한 요소는 파형이라기보다 부분음 구성이라 하는 편이 옳다. 같은 부분음 구성을 가지고 있어도 부분음끼리의 위상이 다르면 파형은 달라진다. 이것은 위상은 음빛깔에 관계하지 않기 때문이다. 그 음에 어떠한 부분음이 어느만큼의 진폭을 가지고 포함되어 있는지가 음빛깔에 관계한다. 일반적으로 고차의 부분음이 적으면 음빛깔은 부드럽고 어두운 느낌이 되며, 고차의 부분음이 많아지면 음빛깔은 딱딱하고 날카로운 느낌이 된다. 부분음이 정수배가 아닌 잡음은 음빛깔이 탁하게 들리는 경우가 많다. 그러나 음빛깔은 음의 어떤 순간의 구조 상태보다도 시간적인 경과상태가 다름으로 인해서 그 개성이 명확해진다. 음이 소리내기 시작할 때와 끝날 때는 강는 방법이나 발성할 때의 어택의 상태에 따라 음에 여러 가지 변한다.

#### 포만트
사람의 목소리나 악기 등의 음빛깔은 상음의 구성상태로써 설명되지만, 특유한 음질은 특정한 진동수역(域)이 특히 강하게 포함된 것 같은 구조를 가지고 있다. 누가 소리를 내어도 '아'가 '아'로 들리는 것은 '아'라는 울림을 만드는 특정한 음향구성을 하는 법이 있기 때문이며 원음의 높이가 무엇이든 그것과는 관계없이 특유한 음넓이에 센 상음을 갖는 스펙트럼을 보인다. 이것을 포만트(formant, 形成音)라 한다. 일반적으로 말하면 '우'는 500c/s 부근, '오'는 700c/s, '아'는 1,000c/s 부근, '에'는 2,000c/s 부근, '이'는 3,000c/s 부근에서 강한 진동을 갖는 형태를 나타낸다. 악기의 음질을 이 모음성(母音性)에 의해서 좋은 바이올린은 '이'와 같은 포만트를 가지며, 조악품은 '에'와 같은 음질을 갖는다는 등으로 설명하기도 한다.

#### 소리넓이와 성종
성대나 공명강의 상태에서 소리넓이와 성종이 생긴다. 음악적 소리넓이는 음정을 바르게 낼 수 있는 범위를 뜻하며, 보통 2옥타브가 필요하다. 성종은 음빛깔이나 성격을 뜻한다. 음악에서는 대체로 밝고 높은 느낌의 소리, 중간 정도의 느낌을 주는 소리, 낮고 폭이 있는 느낌의 소리의 3종으로 나눈다. 여성은 소프라노, 메조소프라노, 알토, 남성은 테너, 바리톤, 베이스라고 각각 부른다. 한편 각개의 성종은 소리의 느낌만이 아니라 필요한 소리넓이가 요구된다. 또한 같은 성종 중에서도 소리의 성격에 따라 드라마틱(극적인 소리), 리릭(서정적인 소리), 콜로라투라(Coloratura, 경쾌하고 높은 소리) 등의 이름을 붙이는 경우도 있다.

## 음정
2개의 음의 간격을 음정이라 하는데, 음정을 나타내는 방법에는 여러 가지가 있다. 음정을 진동수의 비례로 표시한 것을 '음정비'라 한다. 옥타브는 1대2(위의 음은 아래 음의 2배의 진동수), 5도는 2대 3, 4도는 3대 4, 장3도는 4대 5의 음정비이다. 음정비의 가감은 비를 곱하거나 나누면 된다. 5도에서 장3도를 감하려면 {\displaystyle {3 \over 2}}÷{\displaystyle {5 \over 4}}＝{\displaystyle {6 \over 5}}으로 계산한다. 음정의 가감을 수치의 가감으로 하게 한 것을 '음정치'라 한다. 대표적인 것은 센트(cent)방식인데, 옥타브를 1,200으로 하고 평균율의 반음을 100으로 하는 방법이다.

## 음계
음높이가 낮은음에서 높은음으로 연속적으로 차례차례 변화해 가면 마치 낮은 곳에서 높은 곳으로 올라가는 느낌이 든다. 낮은음에서 높은음으로 급속히 변화하면 낮은 곳에서 높은 곳으로 뛰어오른 위치변화의 느낌을 가지게 된다. 연속적인 음높이의 변화는 연속적인 위치변화감이 있고, 또한 2개 음의 고정된 높이가 명확하게 판별되면 두 음의 높이비교에서 얻어진 거리차로 인하여 위치차의 느낌을 얻을 수 있다. 음악을 표현하는 데는 이 두 가지 형태의 음높이에 의한 위치변화감이 쓰인다. 위치차를 얻기 위해서는 음의 높이변화가 명확하게 지각되도록 단계를 붙인 여러 가지 높이의 음이 쓰인다. 일반적으로 악곡에 쓰이는 음을 높이의 순서대로 높은 것을 음계라 한다. 음계에는 여러 가지 양식이 있다.

## 음률
음악에서 쓰는 음높이의 상대적 관계를 규정한 것을 음률이라 한다. 음계의 각 음이 물리적으로 정해져도 연주자 자신이 음높이를 만들면서 표현하는 음악에서는 연주자의 발상에 따라 음높이에 다소의 변동이 인정되는 일이 많다. 또한 미리 음높이가 고정되는 악기에서도 이론적인 수치에서 다소의 차이가 생기는 수도 있다. 따라서 이론적으로 정해진 음률은, 실제의 음악에서는 어느 정도의 편차를 가지게 된다. 음률의 복잡성을 어떻게 간단하게 해결하느냐에 따라 여러 가지 음률양식이 생겨났다. 음률은 규정방법에 따라 다수분할 양식, 불규칙적 양식, 순정양식의 세 가지로 대별된다.

## 참고 문헌
- 이 문서에는 다음커뮤니케이션(현 카카오)에서 GFDL 또는 CC-SA 라이선스로 배포한 글로벌 세계대백과사전의 내용을 기초로 작성된 글이 포함되어 있습니다.